# Posłowie na Sejm Rzeczypospolitej Polskiej III kadencji (1930–1935)
Posłowie na Sejm Rzeczypospolitej Polskiej III kadencji zostali wybrani podczas wyborów parlamentarnych, które odbyły się w dniu 16 listopada 1930.
Pierwsze posiedzenie odbyło się 9 grudnia 1930, a ostatnie, 148. – 27 czerwca 1935. Kadencja Sejmu trwała od 9 grudnia 1930 do 10 lipca 1935. Pierwotnie miała upłynąć 9 grudnia 1935, jednak została skrócona na mocy zarządzenia Prezydenta Rzeczypospolitej z dnia 10 lipca 1935 r. o rozwiązaniu Sejmu i Senatu.

## Prezydium Sejmu III kadencji
| Poseł                                                               | Funkcja             | Klub                                 | Czas pełnienia funkcji   | Czas pełnienia funkcji    |
| Poseł                                                               | Funkcja             | Klub                                 | Od                       | Do                        |
| ------------------------------------------------------------------- | ------------------- | ------------------------------------ | ------------------------ | ------------------------- |
| Andrzej Lubomirski                                                  | Marszałek senior    | Bezpartyjny Blok Współpracy z Rządem | 8 grudnia 1930(dts)      | 8 grudnia 1930(dts)       |
| Marszałek senior przewodniczy obradom Sejmu przed wyborem Prezydium |                     |                                      |                          |                           |
| Kazimierz Świtalski                                                 | Marszałek Sejmu     | Bezpartyjny Blok Współpracy z Rządem | 9 grudnia 1930(dts)      | 10 lipca 1935(dts)        |
| Jan Piłsudski                                                       | Wicemarszałek Sejmu | Bezpartyjny Blok Współpracy z Rządem | 9 grudnia 1930(dts)      | 27 maja 1931(dts)         |
| Stanisław Car                                                       | Wicemarszałek Sejmu | Bezpartyjny Blok Współpracy z Rządem | 10 grudnia 1930(dts)     | 10 lipca 1935(dts)        |
| Jan Dąbski                                                          | Wicemarszałek Sejmu | Stronnictwo Ludowe                   | 10 grudnia 1930(dts)     | 5 czerwca 1931(dts)       |
| Karol Polakiewicz                                                   | Wicemarszałek Sejmu | Bezpartyjny Blok Współpracy z Rządem | 10 grudnia 1930          | 8 marca 1935(dts)         |
| Seweryn Czetwertyński                                               | Wicemarszałek Sejmu | Klub Narodowy                        | 10 grudnia 1930          | 28 października 1931(dts) |
| Wacław Makowski                                                     | Wicemarszałek Sejmu | Bezpartyjny Blok Współpracy z Rządem | 1 października 1931(dts) | 10 lipca 1935(dts)        |

## Posłowie, których mandat wygasł w trakcie kadencji (62 posłów)
| Przynależność                                   | Poseł                     | Data wygaśnięcia mandatu  | Przyczyna                                      | Następca                                      |
| ----------------------------------------------- | ------------------------- | ------------------------- | ---------------------------------------------- | --------------------------------------------- |
| Bezpartyjny Blok Współpracy z Rządem            | Edward Idzikowski         | 30 października 1934(dts) | zrzeczenie się mandatu                         | Natalia Greniewska                            |
| Bezpartyjny Blok Współpracy z Rządem            | Stanisław Wartalski       | 28 lipca 1932(dts)        | śmierć                                         | Wacław Mierzejewski                           |
| Stronnictwo Narodowe                            | Franciszek Maryański      | 6 lipca 1933(dts)         | śmierć                                         | Zofia Zaleska                                 |
| Polska Partia Socjalistyczna                    | Norbert Barlicki          | 5 października 1933(dts)  | wygaszenie mandatu z powodu wyroku skazującego | Ludwik Kulczycki (Narodowa Partia Robotnicza) |
| Narodowa Partia Robotnicza                      | Ludwik Kulczycki          | 5 lutego 1934(dts)        | zrzeczenie się mandatu                         | Jan Feller (Polska Partia Socjalistyczna)     |
| Komunistyczna Partia Polski                     | Stanisław Burzyński       | 18 marca 1932(dts)        | nieobecność na posiedzeniach Sejmu             | Marian Chęciński                              |
| Polska Partia Socjalistyczna                    | Stanisław Dubois          | 5 października 1933(dts)  | wygaszenie mandatu z powodu wyroku skazującego | Roman Janowski (Bezpartyjny)                  |
| Bezpartyjny Blok Współpracy z Rządem            | Edward Perkowicz          | 23 października 1931(dts) | zrzeczenie się mandatu                         | Konstanty Terlikowski                         |
| Bezpartyjny Blok Współpracy z Rządem            | Jan Rudowski              | 9 maja 1931(dts)          | wygaszenie mandatu przez Sąd Najwyższy         | Jan Rudowski                                  |
| Bezpartyjny Blok Współpracy z Rządem            | Stefan Pomianowski        | 9 maja 1931(dts)          | wygaszenie mandatu przez Sąd Najwyższy         | Stefan Pomianowski                            |
| Stronnictwo Ludowe                              | Józef Białoskórski        | 9 maja 1931(dts)          | wygaszenie mandatu przez Sąd Najwyższy         | Józef Białoskórski                            |
| Polska Partia Socjalistyczna                    | Mieczysław Niedziałkowski | 9 maja 1931(dts)          | wygaszenie mandatu przez Sąd Najwyższy         | Mieczysław Niedziałkowski                     |
| Polska Partia Socjalistyczna                    | Wincenty Kępczyński       | 9 maja 1931(dts)          | wygaszenie mandatu przez Sąd Najwyższy         | Władysław Rutkowski (Stronnictwo Narodowe)    |
| Bezpartyjny Blok Współpracy z Rządem            | Karol Polakiewicz         | 8 marca 1935(dts)         | zrzeczenie się mandatu                         | Feliks Andrzejewski                           |
| Stronnictwo Ludowe                              | Franciszek Rogowski       | 28 czerwca 1934(dts)      | śmierć                                         | Jan Aleksander Janiak (PPS)                   |
| Stronnictwo Narodowe                            | Kazimierz Brzeziński      | 16 grudnia 1930(dts)      | zrzeczenie się mandatu                         | Tadeusz Bielecki                              |
| Komunistyczna Partia Polski                     | Stanisław Buszyński       | 20 marca 1931(dts)        | wygaszenie mandatu                             | Chil Mordechaj Rozenberg                      |
| Komunistyczna Partia Polski                     | Władysław Danecki         | 18 marca 1932(dts)        | nieobecność na posiedzeniach Sejmu             | Janina Ignasiak-Minkowska                     |
| Bezpartyjny Blok Współpracy z Rządem            | Antoni Piekarski          | 10 listopada 1933(dts)    | śmierć                                         | Stefan Wojnar-Byczyński                       |
| Bezpartyjny Blok Współpracy z Rządem            | Jan Piłsudski             | 3 listopada 1933(dts)     | zrzeczenie się mandatu                         | Bolesław Świerkowski                          |
| Bezpartyjny Blok Współpracy z Rządem            | Ignacy Boerner            | 12 kwietnia 1933(dts)     | śmierć                                         | Paweł Wróbel                                  |
| Zjednoczenie Lewicy Chłopskiej „Samopomoc”      | Ferdynand Tkaczow         | 13 stycznia 1932(dts)     | pozbawienie mandatu                            | Franciszek Błaszkiewicz                       |
| Stronnictwo Narodowe                            | Henryk Sachs              | 3 czerwca 1934(dts)       | śmierć                                         | Ludwik Christians                             |
| Bezpartyjny Blok Współpracy z Rządem            | Stanisław Świeżawski      | 31 stycznia 1934(dts)     | zrzeczenie się mandatu                         | Ferdynand Kondysar                            |
| Bezpartyjny Blok Współpracy z Rządem            | Paweł Czaplewski          | 13 stycznia 1931(dts)     | zrzeczenie się mandatu                         | Antoni Michalski                              |
| Bezpartyjny Blok Współpracy z Rządem            | Antoni Ciszak             | 29 kwietnia 1935(dts)     | śmierć                                         | Stanisław Musiał                              |
| Komunistyczna Partia Polski                     | Wacław Rożek              | 22 marca 1935(dts)        | nieobecność na posiedzeniach Sejmu             | Ignacy Kalaga                                 |
| Polskie Stronnictwo Chrześcijańskiej Demokracji | Stanisław Krzyżowski      | 3 maja 1933(dts)          | śmierć                                         | Walenty Ryguła (Stronnictwo Ludowe)           |
| Bezpartyjny Blok Współpracy z Rządem            | Michał Szyszko            | 12 czerwca 1934(dts)      | śmierć                                         | Franciszek Michulec                           |
| Bezpartyjny Blok Współpracy z Rządem            | Julian Smulikowski        | 5 marca 1934(dts)         | śmierć                                         | Jan Łobodziński                               |
| Polska Partia Socjalistyczna                    | Adam Ciołkosz             | 5 października 1933(dts)  | wygaszenie mandatu z powodu wyroku skazującego | Józef Steinhof (Stronnictwo Ludowe)           |
| Bezpartyjny Blok Współpracy z Rządem            | Andrzej Galica            | 5 października 1931(dts)  | wygaszenie mandatu przez Sąd Najwyższy         | Andrzej Galica                                |
| Bezpartyjny Blok Współpracy z Rządem            | Stanisław Augustyński     | 5 października 1931(dts)  | wygaszenie mandatu przez Sąd Najwyższy         | Stanisław Augustyński                         |
| Bezpartyjny Blok Współpracy z Rządem            | Józef Jurczyk             | 5 października 1931(dts)  | wygaszenie mandatu przez Sąd Najwyższy         | Józef Jurczyk                                 |
| Bezpartyjny Blok Współpracy z Rządem            | Stanisław Grodzicki       | 5 października 1931(dts)  | wygaszenie mandatu przez Sąd Najwyższy         | Stanisław Grodzicki                           |
| Stronnictwo Ludowe                              | Jakub Pawłowski           | 5 października 1931(dts)  | wygaszenie mandatu przez Sąd Najwyższy         | Jakub Pawłowski                               |
| Klub Ukraiński                                  | Wołodymyr Zahajkewycz     | 5 października 1931(dts)  | wygaszenie mandatu przez Sąd Najwyższy         | Wołodymyr Zahajkewycz                         |
| Bezpartyjny Blok Współpracy z Rządem            | Stanisław Grodzicki       | 22 lipca 1932(dts)        | zrzeczenie się mandatu                         | Józef Matusz                                  |
| Bezpartyjny Blok Współpracy z Rządem            | Roman Stroynowski         | 5 kwietnia 1934(dts)      | śmierć                                         | Petro Fedeszyn                                |
| Klub Ukraiński                                  | Wołodymyr Kochan          | 3 listopada 1933(dts)     | zrzeczenie się mandatu                         | Ilko Łysyj                                    |
| Klub Ukraiński                                  | Mychajło Hałuszczynski    | 25 września 1931(dts)     | śmierć                                         | Bohdan Biłynski                               |
| Bezpartyjny Blok Współpracy z Rządem            | Ignacy Jaeger             | 11 grudnia 1933(dts)      | śmierć                                         | Władysław Przytocki                           |
| Bezpartyjny Blok Współpracy z Rządem            | Tadeusz Żebracki          | 19 stycznia 1934(dts)     | zrzeczenie się mandatu                         | Franciszek Górka                              |
| Klub Ukraiński                                  | Jarosław Ołesnycki        | 15 lipca 1933(dts)        | śmierć                                         | Andrij Hrywnak                                |
| Bezpartyjny Blok Współpracy z Rządem            | Antoni Chamiec            | 4 marca 1933(dts)         | zrzeczenie się mandatu                         | Wacław Korejwo                                |
| Bezpartyjny Blok Współpracy z Rządem            | Tadeusz Hołówko           | 29 sierpnia 1931(dts)     | śmierć                                         | Paweł Kuruś                                   |
| Bezpartyjny Blok Współpracy z Rządem            | Witold Staniewicz         | 9 listopada 1932(dts)     | zrzeczenie się mandatu                         | Mieczysław Górski                             |
| Bezpartyjny Blok Współpracy z Rządem            | Witold Kwinto             | 6 listopada 1934(dts)     | śmierć                                         | Aleksander Adamowicz                          |
| Bezpartyjny Blok Współpracy z Rządem            | Sławomir Czerwiński       | 4 sierpnia 1931(dts)      | śmierć                                         | Wacław Karwacki                               |
| Bezpartyjny Blok Współpracy z Rządem            | Tadeusz Leon Morawski     | 31 lipca 1931(dts)        | zrzeczenie się mandatu                         | Gustaw Chmielewski                            |
| Stronnictwo Ludowe                              | Jan Dąbski                | 5 czerwca 1931(dts)       | śmierć                                         | Jan Krysa                                     |
| Bezpartyjny Blok Współpracy z Rządem            | Stefan Starzyński         | 12 stycznia 1933(dts)     | zrzeczenie się mandatu                         | Zygmunt Pastuszyński                          |
| Bezpartyjny Blok Współpracy z Rządem            | Tadeusz Waryński          | 5 stycznia 1932(dts)      | śmierć                                         | Michał Mendys                                 |
| Bezpartyjny Blok Współpracy z Rządem            | Michał Mendys             | 12 marca 1932(dts)        | zrzeczenie się mandatu                         | Cecylian Ptasiński                            |
| Bezpartyjny Blok Współpracy z Rządem            | Bronisław Pieracki        | 15 czerwca 1934(dts)      | śmierć                                         | Ignacy Radlicki                               |
| Bezpartyjny Blok Współpracy z Rządem            | Janina Kirtiklisowa       | 10 grudnia 1931(dts)      | zrzeczenie się mandatu                         | Józef Srzednicki                              |
| Stronnictwo Ludowe                              | Władysław Kiernik         | 11 grudnia 1933(dts)      | wygaszenie mandatu z powodu wyroku skazującego | Marian Cieplak (BBWR)                         |
| Stronnictwo Ludowe                              | Wincenty Witos            | 11 grudnia 1933(dts)      | wygaszenie mandatu z powodu wyroku skazującego | Maciej Rataj                                  |
| Polska Partia Socjalistyczna                    | Herman Lieberman          | 10 grudnia 1933(dts)      | wygaszenie mandatu z powodu wyroku skazującego | Adam Kuryłowicz                               |
| Bezpartyjny Blok Współpracy z Rządem            | Zdzisław Lechnicki        | 6 lutego 1931(dts)        | zrzeczenie się mandatu                         | Stefan Mękarski                               |
| Bezpartyjny Blok Współpracy z Rządem            | Adam Krzyżanowski         | 6 lutego 1931(dts)        | zrzeczenie się mandatu                         | Tomasz Kozłowski                              |
| Bezpartyjny Blok Współpracy z Rządem            | Eugeniusz Kwiatkowski     | 9 lutego 1931(dts)        | zrzeczenie się mandatu                         | Rudolf Halfar                                 |

## Lista według przynależności

### Bezpartyjny Blok Współpracy z Rządem
- Aleksander Adamowicz
- Feliks Andrzejewski
- Stanisław Augustyński
- Zdzisław Avenarius
- Michał Baczyński
- Maria Bałabanówna
- Zofia Berbecka
- Franciszek Bętkowski
- Tadeusz Bierczyński
- Tadeusz Jan Biluchowski
- Alfred Birkenmayer
- Jan Błaszczak
- Józefat Błyskosz
- Ludwik Bociański
- Ludwik Boczoń
- Ignacy Boerner
- Roman Bogdani
- Eugeniusz Bogusławski
- Józef Borecki
- Michał Tadeusz Brzęk-Osiński
- Stefan Brokowski
- Jan Brzozowski-Haluch
- Mykyta Bura
- Rudolf Burda
- Władysław Byrka
- Włodzimierz Bzowski
- Stanisław Car
- Antoni Chamiec
- Gustaw Chmielewski
- Jan Choiński-Dzieduszycki
- Wacław Chowaniec
- Marian Cieplak
- Antoni Ciszak
- Paweł Czaplewski
- Franciszek Czernichowski
- Sławomir Czerwiński
- Jan Czuj
- Ignacy Czuma
- Sławomir Dabulewicz
- Jan Dąbrowski
- Marian Dąbrowski
- Stefan Dąbrowski
- Wacław Długosz
- Stanisław Dobosz
- Stanisław Dobrzański
- Mikołaj Dolanowski
- Aleksander Domaszewicz
- Dominik Dratwa
- Edward Dunin-Markiewicz
- Kazimierz Duch
- Tadeusz Dyboski
- Władysław Jakub Dzieduszycki
- Edward Ludwik Ekert
- Petro Fedeszyn
- Bolesław Fichna
- Andrzej Galica
- Franciszek Gałązkiewicz
- Bolesław Gawlik
- Edward Gąsior
- Tadeusz Gdula
- Paweł Gettel
- Józef Gliński
- Stanisław Godlewski
- Wojciech Gorczyca
- Jerzy Stefan Gorzkowski
- Wiktor Gosiewski
- Franciszek Górka
- Mieczysław Górski
- Natalia Greniewska
- Stanisław Grodzicki
- Karol Grzesik
- Feliks Grzymała
- Feliks Gwiżdż
- Władysław Haas
- Adam Habuda
- Rudolf Halfar
- Antoni Hanebach
- Mieczysław Henisz
- Tadeusz Hołówko
- Jan Hołyński
- Wilam Horzyca
- Emeryk August Hutten-Czapski
- Wincenty Hyla
- Edward Idzikowski
- Ignacy Jaeger
- Zygmunt Jakowicki
- Aleksander Jankowski
- Antoni Janowski
- Robert Jarczyk
- Karol Jarosz
- Michał Jaroszewicz
- Halina Jaroszewiczowa
- Maurycy Jaroszyński
- Ignacy Jasiński
- Maria Jaworska
- Józef Jaworski
- Witold Jeszke
- Janusz Jędrzejewicz
- Józef Jurczyk
- Władysław Kamiński
- Jan Augustyn Karkoszka
- Wacław Karwacki
- Stanisław Kielak
- Janina Kirtiklisowa
- Edward Kleszczyński
- Jan Klich
- Marcin Kobiernik
- Adam Koc
- Wincenty Kociuba
- Ferdynand Kondysar
- Władysław Koniarek
- Jan Konieczko
- Tomasz Koperski
- Wacław Korejwo
- Władysław Kosydarski
- Janusz Jerzy Kozłowski
- Leon Kozłowski
- Tomasz Kozłowski
- Fryderyk Krasicki
- Stanisław Krawczyński
- Urban Krychniak
- Kazimierz Kryński
- Wiktor Krzeszowski
- Adam Krzyżanowski
- Bazyli Kuc
- Paweł Kuruś
- Paweł Kuźma
- Alfons Kühn
- Eugeniusz Kwiatkowski
- Witold Kwinto
- Konstanty Laskowski
- Felicjan Lechnicki
- Zdzisław Lechnicki
- Adolf Limberger
- Franciszek Lipiński
- Andrzej Lubomirski
- Sławomir Łaguna
- Michał Łazarski
- Jan Łobodziński
- Stanisław Mackiewicz
- Zbigniew Madeyski
- Wacław Makowski
- Jan Marian Malinowski
- Władysław Malski
- Julian Małynicz
- Kazimiera Marczyńska
- Józef Matusz
- Vladimír Meduna
- Stefan Mękarski
- Michał Mendys
- Antoni Michalski
- Kazimierz Michalski
- Franciszek Michulec
- Bogusław Miedziński
- Wacław Mierzejewski
- Lejb Mincberg
- Paweł Minkowski
- Józef Moczulski
- Zofia Moraczewska
- Tadeusz Leon Morawski
- Kazimierz Moszyński
- Stefan Mroczkowski
- Walerian Niedźwiecki
- Ignacy Nowak
- Stanisław Ostrowski
- Antoni Pacholczyk
- Michał Panaszek
- Władysław Parniewski
- Franciszek Paschalski
- Zygmunt Pastuszyński
- Antoni Pączek
- Edward Perkowicz
- Karol Pers
- Petro Pewnyj
- Antoni Piekarski
- Bronisław Pieracki
- Jan Piłsudski
- Borys Pimonow
- Franciszek Plocek
- Bolesław Pochmarski
- Bohdan Podoski
- Karol Polakiewicz
- Józef Polkowski
- Stefan Pomianowski
- Józef Maria Poniatowski
- Narcyz Potoczek
- Stanisław Poźniak
- Stanisław Pracki
- Szczepan Promis
- Aleksander Prystor
- Władysław Przytocki
- Władysław Psarski
- Cecylian Ptasiński
- Ignacy Puławski
- Antoni Puzyński
- Ignacy Radlicki
- Zygmunt Radliński
- Janusz Franciszek Radziwiłł
- Kazimierz Rakowski
- Konstanty Reus
- Mieczysław Rożański
- Andrzej Różak
- Ludwik Rubel
- Jan Rudowski
- Marian Rudziński
- Józef Rzóska
- Józef Sanojca
- Jerzy Schimmel
- Teodor Seidler
- Wasyl Serafymowycz
- Augustyn Serożynski
- Stanisław Siciński
- Krzysztof Siedlecki
- Jacek Siemieński
- Franciszek Sieradzki
- Stepan Skrypnyk
- Walery Sławek
- Felicjan Sławoj Składkowski
- Julian Smulikowski
- Antoni Snopczyński
- Piotr Sobczyk
- Kazimierz Sokol
- Zygmunt Sowiński
- Józef Srzednicki
- Józef Stangreciak
- Witold Staniewicz
- Stanisław Stankiewicz
- Władysław Starzak
- Ignacy Starzyk
- Stefan Starzyński
- Adam Stefaniak
- Wacław Stępiński
- Jan Stępowski
- Tomasz Straszyński
- Zdzisław Stroński
- Roman Stroynowski
- Leon Surzyński
- Stanisław Syta
- Michał Szajer
- Tadeusz Junosza-Szaniawski
- Mieczysław Szawleski
- Antoni Szpiganowicz
- Szczepan Szydelski
- Genadiusz Szymanowski
- Michał Szyszko
- Bolesław Świerkowski
- Stanisław Świeżawski
- Kazimierz Świtalski
- Zygmunt Tebinka
- Michał Teleżyński
- Konstanty Terlikowski
- Romuald Tołpyho
- Ignacy Tomaszkiewicz
- Leopold Tomaszkiewicz
- Jan Tyszkiewicz
- Aleksander Ulrych
- Edwin Norbert Wagner
- Jan Walewski
- Karol Waligóra
- Stanisław Wartalski
- Tadeusz Waryński
- Ludwik Waszkiewicz
- Eugenia Waśniewska
- Michał Wawrzynowski
- Bronisław Wędziagolski
- Tadeusz Wierzbicki
- Wacław Wiślicki
- Bronisław Wojciechowski
- Wojciech Wojciechowski
- Stefan Wojnar-Byczyński
- Kazimierz Wojtaszko
- Władysław Wojtowicz
- Józef Wolczyński
- Ludwika Wolska
- Paweł Wróbel
- Antoni Wysłouch(inne języki)
- Ignacy Ziętek
- Jerzy Ziętek
- Tadeusz Żebracki
- Bronisław Żongołłowicz
- Jędrzej Zuchowski

### Stronnictwo Narodowe
- Franciszek Arciszewski
- Gabriela Balicka-Iwanowska
- Zygmunt Berezowski
- Tadeusz Bielecki
- Adam Błaszczyk
- Stanisław Bojanowski
- Kazimierz Brzeziński
- Jan Choromański
- Ludwik Christians
- Ignacy Chrystowski
- Seweryn Czetwertyński
- Stefan Tytus Dąbrowski
- Zbigniew Dembiński
- Aleksander Dzierżawski
- Mieczysław Fijałkowski
- Józef Godlewski
- Franciszek Górczak
- Marian Graczykowski
- Helena Grossmannówna
- Kazimierz Gruetzmacher
- Wincenty Harembski
- Mieczysław Jakubowski
- Stanisław Jasiukowicz
- Zygmunt Jaźwiński
- Henryk Kakowski
- Aleksander Kamiński
- Józef Kawecki
- Wacław Komarnicki
- Jan Kornecki
- Piotr Lasota
- Tadeusz Lech
- Antoni Bolesław Lewandowski
- Józef Liwo
- Bernard Łosiński
- Józef Makólski
- Franciszek Maryański
- Józef Matłosz
- Józef Mazur
- Józef Milik
- Jan Edward Nowodworski
- Mikołaj Osada
- Ewelina Pepłowska
- Józef Petrycki
- Ryszard Piestrzyński
- Jan Przanowski
- Andrzej Rutka
- Władysław Rutkowski
- Roman Rybarski
- Stanisław Rymar
- Stefan Sacha
- Henryk Sachs
- Zdzisław Stahl
- Witold Teofil Staniszkis
- Michał Stępak
- Stanisław Stroński
- Stanisław Strzetelski
- Zbigniew Stypułkowski
- Jan Piotr Szturmowski
- Wojciech Trąmpczyński
- Karol Wierczak
- Bohdan Winiarski
- Teodor Witkowski
- Tadeusz Wróbel
- Zofia Zaleska
- Stanisław Zieliński
- Aleksander Zwierzyński

### Stronnictwo Ludowe
- Stanisław Araszkiewicz
- Bolesław Babski
- Adam Bardziński
- Józef Białoskórski
- Aleksander Bogusławski
- Jan Brodacki
- Franciszek Chyb
- Tomasz Jan Czernicki
- Jan Dąbski
- Władysław Dobroch
- Jan Duro
- Jan Dziduch
- Szczepan Fidelus
- Władysław Jerzy Fijałkowski
- Konstanty Januszewski
- Wojciech Jędrzejak
- Władysław Kiernik
- Piotr Koczara
- Jan Kotarski
- Jan Krysa
- Henryk Krzciuk
- Stanisław Kuliński
- Jan Szczepan Kulisiewicz
- Antoni Langer
- Jan Madejczyk
- Maksymilian Malinowski
- Marcin Marguł
- Mieczysław Michałkiewicz
- Stanisław Mikołajczyk
- Józef Mochniej
- Jan Nosek
- Jan Józef Nosek
- Konstanty Pac
- Jakub Pawłowski
- Jan Piróg
- Marcin Poprawa
- Maciej Rataj
- Franciszek Rogowski
- Wojciech Roj
- Michał Róg
- Franciszek Rząsa
- Walenty Ryguła
- Adolf Sawicki
- Jan Smoła
- Franciszek Stachnik
- Józef Steinhof
- Małgorzata Szpringerowa
- Andrzej Waleron
- Jan Wojtasik
- Stanisław Wrona-Merski
- Henryk Wyrzykowski

### Polska Partia Socjalistyczna
- Tomasz Arciszewski
- Norbert Barlicki
- Aleksy Bień
- Adam Ciołkosz
- Kazimierz Czapiński
- Ignacy Daszyński
- Kazimierz Dobrowolski
- Stanisław Dubois
- Jan Feller
- Józef Grzecznarowski
- Jan Aleksander Janiak
- Stanisław Karpiński
- Wincenty Kępczyński
- Adam Kuryłowicz
- Herman Lieberman
- Tadeusz Matuszewski
- Bronisław Mikołajewski
- Mieczysław Niedziałkowski
- Marian Nowicki
- Zygmunt Kazimierz Piotrowski
- Kazimierz Pużak
- Tadeusz Reger
- Ludwik Śledziński
- Antoni Szczerkowski
- Henryk Świątkowski
- Zygmunt Zaremba
- Zygmunt Żuławski

### Klub Ukraiński
- Stepan Baran
- Stepan Bilak
- Bohdan Biłynski
- Serhij Chrucki
- Jura Czukur
- Mychajło Hałuszczynski
- Andrij Hrywnak
- Ołeksa Jaworski
- Fabijan Jaremicz
- Wołodymyr Kochan
- Stepan Kuzyk
- Dmytro Ładyka
- Dmytro Łewycki
- Ostap Łucki
- Ilko Łysyj
- Lubomyr Makaruszka
- Mychajło Matczak
- Zinowij Pełeńśkyj
- Jarosław Ołesnycki
- Milena Rudnycka
- Hryć Terszakoweć
- Mychajło Wachniuk
- Dmytro Wełykanowycz
- Wołodymyr Zahajkewycz

### Polskie Stronnictwo Chrześcijańskiej Demokracji
- Wacław Bitner
- Bronisław Bogdanowicz
- Stefan Bryła
- Zygmunt Cardini
- Marian Częścik
- Franciszek Gruszczyński
- Paweł Kopocz
- Stanisław Krzyżowski
- Jan Piechulek
- Jan Pobożny
- Antoni Ponikowski
- Romuald Pułjan
- Jan Szulik
- Władysław Tempka

### Narodowa Partia Robotnicza
- Jan Brzeziński
- Adam Chądzyński
- Jan Faustyniak
- Władysław Hoffman
- Jan Stanisław Jankowski
- Stanisław Kozubski
- Ludwik Kulczycki
- Leon Leśniewski
- Wojciech Pawlak
- Ignacy Reder
- Franciszek Roguszczak

### Komunistyczna Partia Polski
- Stanisław Burzyński
- Stanisław Buszyński
- Marian Chęciński
- Władysław Danecki
- Janina Ignasiak-Minkowska
- Ignacy Kalaga
- Chil Mordechaj Rozenberg
- Wacław Rożek

### Koło Żydowskie
- Izaak Grünbaum
- Jerzy Rosenblatt
- Henryk Rosmarin
- Fiszel Rottenstreich
- Emil Sommerstein
- Abraham Ozjasz Thon

### Niemiecki Klub Parlamentarny
- Eugen Franz
- Kurt Richard Graebe
- Bernhard Jankowski
- Berndt Saenger
- Franz Johannes Rosumek

### Zjednoczenie Lewicy Chłopskiej „Samopomoc”
- Ferdynand Tkaczow
- Franciszek Błaszkiewicz

### Żydowskie Stronnictwo Ortodoksyjne „Agudas Izrael”
- Aaron Lewin

### Bezpartyjni
- Roman Janowski

## Lista według okręgów wyborczych
| Województwo warszawskie              | | |                                                                                    |                                                                                      |                                                             |                                                                  |                                                             |
| Nr                                   | Posłowie wybrani z list poszczególnych komitetów wyborczych | Posłowie wybrani z list poszczególnych komitetów wyborczych                                         | Posłowie wybrani z list poszczególnych komitetów wyborczych                        | Posłowie wybrani z list poszczególnych komitetów wyborczych                          | Posłowie wybrani z list poszczególnych komitetów wyborczych | Posłowie wybrani z list poszczególnych komitetów wyborczych      | Posłowie wybrani z list poszczególnych komitetów wyborczych |
| 1                                    | Bezpartyjny Blok Współpracy z Rządem - Walery Sławek - Natalia Greniewska - Wacław Makowski - Wacław Mierzejewski - Józef Gliński - Eugenia Waśniewska - Franciszek Paschalski     | Stronnictwo Narodowe - Roman Rybarski - Jan Edward Nowodworski - Zofia Zaleska                      | Polska Partia Socjalistyczna - Jan Feller                                          | Narodowa Partia Robotnicza - Ludwik Kulczycki                                        | Koło Żydowskie - Izaak Grünbaum                             | Żydowskie Stronnictwo Ortodoksyjne „Agudas Izrael” - Aaron Lewin | Komunistyczna Partia Polski - Marian Chęciński              |
| 2                                    | Bezpartyjny Blok Współpracy z Rządem - Stanisław Kielak - Paweł Gettel - Władysław Haas                                                                                            | Stronnictwo Narodowe - Stanisław Strzetelski                                                        | Stronnictwo Ludowe - Jan Nosek                                                     |                                                                                      |                                                             |                                                                  |                                                             |
| 3                                    | Bezpartyjny Blok Współpracy z Rządem - Feliks Grzymała - Ignacy Tomaszkiewicz - Sławomir Łaguna                                                                                    | Stronnictwo Narodowe - Józef Milik                                                                  |                                                                                    |                                                                                      |                                                             |                                                                  |                                                             |
| 8                                    | Bezpartyjny Blok Współpracy z Rządem - Zygmunt Radliński | Stronnictwo Narodowe - Jan Kornecki - Stanisław Bojanowski - Henryk Kakowski                        | Stronnictwo Ludowe - Piotr Koczara                                                 |                                                                                      |                                                             |                                                                  |                                                             |
| 9                                    | Bezpartyjny Blok Współpracy z Rządem - Jan Rudowski - Stefan Pomianowski | Stronnictwo Narodowe - Władysław Rutkowski                                                          | Stronnictwo Ludowe - Józef Białoskórski                                            | Polska Partia Socjalistyczna - Mieczysław Niedziałkowski - Wincenty Kępczyński       |                                                             |                                                                  |                                                             |
| 10                                   | Bezpartyjny Blok Współpracy z Rządem - Ludwika Wolska - Szczepan Promis | Stronnictwo Narodowe - Kazimierz Gruetzmacher                                                       | Stronnictwo Ludowe - Stanisław Kuliński                                            | Polska Partia Socjalistyczna - Zygmunt Kazimierz Piotrowski                          |                                                             |                                                                  |                                                             |
| 11                                   | Bezpartyjny Blok Współpracy z Rządem - Feliks Andrzejewski - Władysław Koniarek | Stronnictwo Narodowe - Mieczysław Fijałkowski                                                       | Stronnictwo Ludowe - Franciszek Rogowski                                           | Polska Partia Socjalistyczna - Ludwik Śledziński - Jan Aleksander Janiak             |                                                             |                                                                  |                                                             |
| 12                                   | Bezpartyjny Blok Współpracy z Rządem - Antoni Pacholczyk - Urban Krychniak - Stanisław Pracki                                                                                      | Stronnictwo Narodowe - Tadeusz Bielecki                                                             | Stronnictwo Ludowe - Jan Szczepan Kulisiewicz                                      | Polska Partia Socjalistyczna - Kazimierz Dobrowolski                                 |                                                             |                                                                  |                                                             |
| Województwo białostockie             | | |                                                                                    |                                                                                      |                                                             |                                                                  |                                                             |
| Nr                                   | Posłowie wybrani z list poszczególnych komitetów wyborczych | Posłowie wybrani z list poszczególnych komitetów wyborczych                                         | Posłowie wybrani z list poszczególnych komitetów wyborczych                        | Posłowie wybrani z list poszczególnych komitetów wyborczych                          | Posłowie wybrani z list poszczególnych komitetów wyborczych | Posłowie wybrani z list poszczególnych komitetów wyborczych      | Posłowie wybrani z list poszczególnych komitetów wyborczych |
| 4                                    | Bezpartyjny Blok Współpracy z Rządem - Józef Borecki | Stronnictwo Narodowe - Zygmunt Berezowski - Józef Godlewski                                         | Polska Partia Socjalistyczna - Stanisław Dubois                                    | Bezpartyjni - Roman Janowski                                                         |                                                             |                                                                  |                                                             |
| 5                                    | Bezpartyjny Blok Współpracy z Rządem - Stanisław Car - Jan Walewski - Włodzimierz Bzowski - Michał Jaroszewicz                                                                     | Stronnictwo Ludowe - Adolf Sawicki                                                                  | Polskie Stronnictwo Chrześcijańskiej Demokracji - Wacław Bitner                    |                                                                                      |                                                             |                                                                  |                                                             |
| 6                                    | Bezpartyjny Blok Współpracy z Rządem - Konstanty Terlikowski - Sławomir Dabulewicz - Michał Łazarski                                                                               | Polskie Stronnictwo Chrześcijańskiej Demokracji - Romuald Pułjan                                    |                                                                                    |                                                                                      |                                                             |                                                                  |                                                             |
| 7                                    | Bezpartyjny Blok Współpracy z Rządem - Stanisław Godlewski | Stronnictwo Narodowe - Witold Teofil Staniszkis - Ewelina Pepłowska - Jan Choromański               |                                                                                    |                                                                                      |                                                             |                                                                  |                                                             |
| Województwo łódzkie                  | | |                                                                                    |                                                                                      |                                                             |                                                                  |                                                             |
| Nr                                   | Posłowie wybrani z list poszczególnych komitetów wyborczych | Posłowie wybrani z list poszczególnych komitetów wyborczych                                         | Posłowie wybrani z list poszczególnych komitetów wyborczych                        | Posłowie wybrani z list poszczególnych komitetów wyborczych                          | Posłowie wybrani z list poszczególnych komitetów wyborczych | Posłowie wybrani z list poszczególnych komitetów wyborczych      | Posłowie wybrani z list poszczególnych komitetów wyborczych |
| 13                                   | Bezpartyjny Blok Współpracy z Rządem - Kazimiera Marczyńska - Ludwik Waszkiewicz - Józef Wolczyński - Jerzy Schimmel                                                               | Koło Żydowskie - Jerzy Rosenblatt                                                                   | Komunistyczna Partia Polski - Chil Mordechaj Rozenberg - Janina Ignasiak-Minkowska |                                                                                      |                                                             |                                                                  |                                                             |
| 14                                   | Bezpartyjny Blok Współpracy z Rządem - Bolesław Fichna - Franciszek Plocek - Tadeusz Junosza-Szaniawski                                                                            | Stronnictwo Narodowe - Aleksander Dzierżawski                                                       | Stronnictwo Ludowe - Henryk Wyrzykowski                                            | Polska Partia Socjalistyczna - Antoni Szczerkowski                                   |                                                             |                                                                  |                                                             |
| 15                                   | Bezpartyjny Blok Współpracy z Rządem - Kazimierz Rakowski - Jan Stępowski | Stronnictwo Narodowe - Stefan Tytus Dąbrowski                                                       | Stronnictwo Ludowe - Antoni Langer                                                 | Polska Partia Socjalistyczna - Marian Nowicki - Bronisław Mikołajewski               |                                                             |                                                                  |                                                             |
| 16                                   | Bezpartyjny Blok Współpracy z Rządem - Aleksander Ulrych - Michał Panaszek - Tomasz Straszyński                                                                                    | Stronnictwo Narodowe - Ignacy Chrystowski - Zygmunt Jaźwiński - Andrzej Rutka - Marian Graczykowski |                                                                                    |                                                                                      |                                                             |                                                                  |                                                             |
| 18                                   | Bezpartyjny Blok Współpracy z Rządem - Bolesław Świerkowski - Dominik Dratwa | Stronnictwo Narodowe - Józef Makólski                                                               | Stronnictwo Ludowe - Władysław Jerzy Fijałkowski                                   | Polska Partia Socjalistyczna - Zygmunt Zaremba                                       |                                                             |                                                                  |                                                             |
| Województwo kieleckie                | | |                                                                                    |                                                                                      |                                                             |                                                                  |                                                             |
| Nr                                   | Posłowie wybrani z list poszczególnych komitetów wyborczych | Posłowie wybrani z list poszczególnych komitetów wyborczych                                         | Posłowie wybrani z list poszczególnych komitetów wyborczych                        | Posłowie wybrani z list poszczególnych komitetów wyborczych                          | Posłowie wybrani z list poszczególnych komitetów wyborczych | Posłowie wybrani z list poszczególnych komitetów wyborczych      | Posłowie wybrani z list poszczególnych komitetów wyborczych |
| 17                                   | Bezpartyjny Blok Współpracy z Rządem - Tadeusz Jan Biluchowski - Jacek Siemieński - Stefan Wojnar-Byczyński                                                                        | Stronnictwo Ludowe - Adam Bardziński                                                                | Polska Partia Socjalistyczna - Kazimierz Pużak                                     | Polskie Stronnictwo Chrześcijańskiej Demokracji - Zygmunt Cardini                    |                                                             |                                                                  |                                                             |
| 19                                   | Bezpartyjny Blok Współpracy z Rządem - Michał Tadeusz Brzęk-Osiński - Ignacy Ziętek - Franciszek Czernichowski - Tomasz Koperski                                                   | Stronnictwo Narodowe - Mieczysław Jakubowski                                                        | Stronnictwo Ludowe - Franciszek Chyb                                               | Polska Partia Socjalistyczna - Józef Grzecznarowski                                  |                                                             |                                                                  |                                                             |
| 20                                   | Bezpartyjny Blok Współpracy z Rządem - Leon Kozłowski - Piotr Sobczyk | Stronnictwo Narodowe - Adam Błaszczyk                                                               | Stronnictwo Ludowe - Andrzej Waleron                                               | Polska Partia Socjalistyczna - Stanisław Karpiński                                   |                                                             |                                                                  |                                                             |
| 21                                   | Bezpartyjny Blok Współpracy z Rządem - Zbigniew Madeyski - Wiktor Gosiewski - Zygmunt Sowiński - Jan Konieczko                                                                     | Polska Partia Socjalistyczna - Aleksy Bień                                                          | Komunistyczna Partia Polski - Ignacy Kalaga                                        |                                                                                      |                                                             |                                                                  |                                                             |
| 22                                   | Bezpartyjny Blok Współpracy z Rządem - Józef Sanojca - Stanisław Krawczyński | Stronnictwo Ludowe - Władysław Dobroch - Stanisław Araszkiewicz - Jan Wojtasik                      |                                                                                    |                                                                                      |                                                             |                                                                  |                                                             |
| 23                                   | Bezpartyjny Blok Współpracy z Rządem - Paweł Wróbel - Wacław Długosz - Franciszek Gałązkiewicz                                                                                     | Stronnictwo Ludowe - Bolesław Babski - Jan Duro - Konstanty Pac                                     |                                                                                    |                                                                                      |                                                             |                                                                  |                                                             |
| Województwo lubelskie                | | |                                                                                    |                                                                                      |                                                             |                                                                  |                                                             |
| Nr                                   | Posłowie wybrani z list poszczególnych komitetów wyborczych | Posłowie wybrani z list poszczególnych komitetów wyborczych                                         | Posłowie wybrani z list poszczególnych komitetów wyborczych                        | Posłowie wybrani z list poszczególnych komitetów wyborczych                          | Posłowie wybrani z list poszczególnych komitetów wyborczych | Posłowie wybrani z list poszczególnych komitetów wyborczych      | Posłowie wybrani z list poszczególnych komitetów wyborczych |
| 24                                   | Bezpartyjny Blok Współpracy z Rządem - Franciszek Bętkowski - Janusz Jerzy Kozłowski - Mieczysław Rożański                                                                         | Polskie Stronnictwo Chrześcijańskiej Demokracji - Marian Częścik - Bronisław Bogdanowicz            | Zjednoczenie Lewicy Chłopskiej „Samopomoc” - Franciszek Błaszkiewicz               |                                                                                      |                                                             |                                                                  |                                                             |
| 25                                   | Bezpartyjny Blok Współpracy z Rządem - Józefat Błyskosz | Stronnictwo Narodowe - Seweryn Czetwertyński - Zbigniew Stypułkowski                                | Stronnictwo Ludowe - Aleksander Bogusławski                                        |                                                                                      |                                                             |                                                                  |                                                             |
| 26                                   | Bezpartyjny Blok Współpracy z Rządem - Felicjan Lechnicki - Kazimierz Wojtaszko - Kazimierz Kryński - Halina Jaroszewiczowa - Wiktor Krzeszowski                                   | Stronnictwo Narodowe - Ludwik Christians                                                            |                                                                                    |                                                                                      |                                                             |                                                                  |                                                             |
| 27                                   | Bezpartyjny Blok Współpracy z Rządem - Ferdynand Kondysar - Stanisław Syta | Stronnictwo Ludowe - Jan Dziduch - Tomasz Jan Czernicki                                             | Polska Partia Socjalistyczna - Henryk Świątkowski                                  |                                                                                      |                                                             |                                                                  |                                                             |
| 28                                   | Bezpartyjny Blok Współpracy z Rządem - Aleksander Jankowski - Wincenty Kociuba - Józef Moczulski                                                                                   | Stronnictwo Ludowe - Józef Mochniej - Jan Kotarski                                                  |                                                                                    |                                                                                      |                                                             |                                                                  |                                                             |
| Województwo pomorskie                | | |                                                                                    |                                                                                      |                                                             |                                                                  |                                                             |
| Nr                                   | Posłowie wybrani z list poszczególnych komitetów wyborczych | Posłowie wybrani z list poszczególnych komitetów wyborczych                                         | Posłowie wybrani z list poszczególnych komitetów wyborczych                        | Posłowie wybrani z list poszczególnych komitetów wyborczych                          | Posłowie wybrani z list poszczególnych komitetów wyborczych | Posłowie wybrani z list poszczególnych komitetów wyborczych      | Posłowie wybrani z list poszczególnych komitetów wyborczych |
| 29                                   | Bezpartyjny Blok Współpracy z Rządem - Stefan Dąbrowski | Stronnictwo Narodowe - Józef Matłosz - Bernard Łosiński - Jan Piotr Szturmowski                     | Narodowa Partia Robotnicza - Adam Chądzyński                                       |                                                                                      |                                                             |                                                                  |                                                             |
| 30                                   | Bezpartyjny Blok Współpracy z Rządem - Józef Rzóska | Stronnictwo Narodowe - Józef Mazur                                                                  | Stronnictwo Ludowe - Konstanty Januszewski                                         | Narodowa Partia Robotnicza - Ignacy Reder                                            |                                                             |                                                                  |                                                             |
| 31                                   | Bezpartyjny Blok Współpracy z Rządem - Augustyn Serożyński | Stronnictwo Narodowe - Stefan Sacha - Aleksander Kamiński                                           | Stronnictwo Ludowe - Franciszek Rząsa                                              | Narodowa Partia Robotnicza - Wojciech Pawlak                                         |                                                             |                                                                  |                                                             |
| Województwo poznańskie               | | |                                                                                    |                                                                                      |                                                             |                                                                  |                                                             |
| Nr                                   | Posłowie wybrani z list poszczególnych komitetów wyborczych | Posłowie wybrani z list poszczególnych komitetów wyborczych                                         | Posłowie wybrani z list poszczególnych komitetów wyborczych                        | Posłowie wybrani z list poszczególnych komitetów wyborczych                          | Posłowie wybrani z list poszczególnych komitetów wyborczych | Posłowie wybrani z list poszczególnych komitetów wyborczych      | Posłowie wybrani z list poszczególnych komitetów wyborczych |
| 32                                   | Bezpartyjny Blok Współpracy z Rządem - Antoni Michalski | Stronnictwo Narodowe - Zbigniew Dembiński - Józef Petrycki                                          | Polska Partia Socjalistyczna - Tadeusz Matuszewski                                 | Narodowa Partia Robotnicza - Jan Faustyniak                                          | Niemiecki Klub Parlamentarny - Kurt Richard Graebe          |                                                                  |                                                             |
| 33                                   | Bezpartyjny Blok Współpracy z Rządem - Witold Jeszke | Stronnictwo Narodowe - Jan Przanowski - Antoni Bolesław Lewandowski                                 | Stronnictwo Ludowe - Stanisław Mikołajczyk                                         | Narodowa Partia Robotnicza - Jan Brzeziński                                          |                                                             |                                                                  |                                                             |
| 34                                   | Bezpartyjny Blok Współpracy z Rządem - Leon Surzyński | Stronnictwo Narodowe - Ryszard Piestrzyński - Franciszek Górczak - Helena Grossmannówna             |                                                                                    |                                                                                      |                                                             |                                                                  |                                                             |
| 35                                   | Bezpartyjny Blok Współpracy z Rządem - Ludwik Boczoń | Stronnictwo Narodowe - Piotr Lasota - Józef Kawecki                                                 | Stronnictwo Ludowe - Mieczysław Michałkiewicz                                      |                                                                                      |                                                             |                                                                  |                                                             |
| 36                                   | Bezpartyjny Blok Współpracy z Rządem - Stanisław Musiał | Stronnictwo Narodowe - Wojciech Trąmpczyński - Tadeusz Wróbel                                       | Stronnictwo Ludowe - Jan Józef Nosek                                               | Niemiecki Klub Parlamentarny - Berndt Saenger                                        |                                                             |                                                                  |                                                             |
| 37                                   | Bezpartyjny Blok Współpracy z Rządem - Jan Błaszczak | Stronnictwo Narodowe - Wincenty Harembski - Bohdan Winiarski                                        | Stronnictwo Ludowe - Marcin Poprawa - Wojciech Jędrzejak                           | Narodowa Partia Robotnicza - Władysław Hoffmann                                      |                                                             |                                                                  |                                                             |
| Województwo śląskie                  | | |                                                                                    |                                                                                      |                                                             |                                                                  |                                                             |
| Nr                                   | Posłowie wybrani z list poszczególnych komitetów wyborczych | Posłowie wybrani z list poszczególnych komitetów wyborczych                                         | Posłowie wybrani z list poszczególnych komitetów wyborczych                        | Posłowie wybrani z list poszczególnych komitetów wyborczych                          | Posłowie wybrani z list poszczególnych komitetów wyborczych | Posłowie wybrani z list poszczególnych komitetów wyborczych      | Posłowie wybrani z list poszczególnych komitetów wyborczych |
| 38                                   | Bezpartyjny Blok Współpracy z Rządem - Karol Grzesik - Jerzy Ziętek | Polskie Stronnictwo Chrześcijańskiej Demokracji - Paweł Kopocz                                      | Narodowa Partia Robotnicza - Stanisław Kozubski                                    | Niemiecki Klub Parlamentarny - Bernhard Jankowski                                    |                                                             |                                                                  |                                                             |
| 39                                   | Bezpartyjny Blok Współpracy z Rządem - Paweł Kuźma - Jan Augustyn Karkoszka | Polskie Stronnictwo Chrześcijańskiej Demokracji - Jan Piechulek - Jan Szulik                        | Niemiecki Klub Parlamentarny - Franz Johannes Rosumek                              |                                                                                      |                                                             |                                                                  |                                                             |
| 40                                   | Bezpartyjny Blok Współpracy z Rządem - Rudolf Halfar - Robert Jarczyk | Polska Partia Socjalistyczna - Tadeusz Reger                                                        | Stronnictwo Ludowe - Walenty Ryguła                                                | Polskie Stronnictwo Chrześcijańskiej Demokracji - Jan Pobożny - Stanisław Krzyżowski | Narodowa Partia Robotnicza - Franciszek Roguszczak          | Niemiecki Klub Parlamentarny - Eugen Franz                       |                                                             |
| Województwo krakowskie               | | |                                                                                    |                                                                                      |                                                             |                                                                  |                                                             |
| Nr                                   | Posłowie wybrani z list poszczególnych komitetów wyborczych | Posłowie wybrani z list poszczególnych komitetów wyborczych                                         | Posłowie wybrani z list poszczególnych komitetów wyborczych                        | Posłowie wybrani z list poszczególnych komitetów wyborczych                          | Posłowie wybrani z list poszczególnych komitetów wyborczych | Posłowie wybrani z list poszczególnych komitetów wyborczych      | Posłowie wybrani z list poszczególnych komitetów wyborczych |
| 41                                   | Bezpartyjny Blok Współpracy z Rządem - Roman Bogdani - Tadeusz Dyboski | Polska Partia Socjalistyczna - Zygmunt Żuławski                                                     | Koło Żydowskie - Abraham Ozjasz Thon                                               |                                                                                      |                                                             |                                                                  |                                                             |
| 43                                   | Bezpartyjny Blok Współpracy z Rządem - Feliks Gwiżdż - Wincenty Hyla - Andrzej Różak - Franciszek Michulec                                                                         | Polska Partia Socjalistyczna - Kazimierz Czapiński                                                  | Stronnictwo Ludowe - Wojciech Roj - Szczepan Fidelus                               |                                                                                      |                                                             |                                                                  |                                                             |
| 44                                   | Bezpartyjny Blok Współpracy z Rządem - Tadeusz Bierczyński - Jan Łobodziński - Narcyz Potoczek - Leopold Tomaszkiewicz - Ignacy Czuma - Ignacy Jasiński                            | |                                                                                    |                                                                                      |                                                             |                                                                  |                                                             |
| 45                                   | Bezpartyjny Blok Współpracy z Rządem - Ignacy Starzyk - Jan Czuj - Karol Jarosz | Polska Partia Socjalistyczna - Adam Ciołkosz                                                        | Stronnictwo Ludowe - Jan Brodacki - Henryk Krzciuk - Jan Piróg - Józef Steinhof    |                                                                                      |                                                             |                                                                  |                                                             |
| Województwo krakowskie i kieleckie   | | |                                                                                    |                                                                                      |                                                             |                                                                  |                                                             |
| Nr                                   | Posłowie wybrani z list poszczególnych komitetów wyborczych | Posłowie wybrani z list poszczególnych komitetów wyborczych                                         | Posłowie wybrani z list poszczególnych komitetów wyborczych                        | Posłowie wybrani z list poszczególnych komitetów wyborczych                          | Posłowie wybrani z list poszczególnych komitetów wyborczych | Posłowie wybrani z list poszczególnych komitetów wyborczych      | Posłowie wybrani z list poszczególnych komitetów wyborczych |
| 42                                   | Bezpartyjny Blok Współpracy z Rządem - Karol Waligóra - Wojciech Gorczyca - Bolesław Pochmarski - Antoni Pączek - Edward Kleszczyński - Tadeusz Gdula                              | Stronnictwo Narodowe - Tadeusz Lech                                                                 | Polskie Stronnictwo Chrześcijańskiej Demokracji - Franciszek Gruszczyński          |                                                                                      |                                                             |                                                                  |                                                             |
| Województwo krakowskie i lwowskie    | | |                                                                                    |                                                                                      |                                                             |                                                                  |                                                             |
| Nr                                   | Posłowie wybrani z list poszczególnych komitetów wyborczych | Posłowie wybrani z list poszczególnych komitetów wyborczych                                         | Posłowie wybrani z list poszczególnych komitetów wyborczych                        | Posłowie wybrani z list poszczególnych komitetów wyborczych                          | Posłowie wybrani z list poszczególnych komitetów wyborczych | Posłowie wybrani z list poszczególnych komitetów wyborczych      | Posłowie wybrani z list poszczególnych komitetów wyborczych |
| 46                                   | Bezpartyjny Blok Współpracy z Rządem - Kazimierz Duch - Stanisław Dobrzański - Karol Pers                                                                                          | Stronnictwo Ludowe - Jan Madejczyk - Franciszek Stachnik - Marcin Marguł                            |                                                                                    |                                                                                      |                                                             |                                                                  |                                                             |
| Województwo lwowskie                 | | |                                                                                    |                                                                                      |                                                             |                                                                  |                                                             |
| Nr                                   | Posłowie wybrani z list poszczególnych komitetów wyborczych | Posłowie wybrani z list poszczególnych komitetów wyborczych                                         | Posłowie wybrani z list poszczególnych komitetów wyborczych                        | Posłowie wybrani z list poszczególnych komitetów wyborczych                          | Posłowie wybrani z list poszczególnych komitetów wyborczych | Posłowie wybrani z list poszczególnych komitetów wyborczych      | Posłowie wybrani z list poszczególnych komitetów wyborczych |
| 47                                   | Bezpartyjny Blok Współpracy z Rządem - Andrzej Lubomirski - Rudolf Burda - Franciszek Sieradzki - Michał Szajer - Adam Habuda                                                      | Stronnictwo Narodowe - Józef Liwo - Michał Stępak                                                   |                                                                                    |                                                                                      |                                                             |                                                                  |                                                             |
| 48                                   | Bezpartyjny Blok Współpracy z Rządem - Andrzej Galica - Stanisław Augustyński - Józef Jurczyk - Stanisław Grodzicki - Józef Matusz                                                 | Stronnictwo Chłopskie - Jakub Pawłowski                                                             | Klub Ukraiński - Wołodymyr Zahajkewycz                                             |                                                                                      |                                                             |                                                                  |                                                             |
| 49                                   | Bezpartyjny Blok Współpracy z Rządem - Teodor Seidler - Michał Baczyński - Edward Ludwik Ekert                                                                                     | Polskie Stronnictwo Chrześcijańskiej Demokracji - Stefan Bryła                                      | Klub Ukraiński - Hryć Terszakoweć - Stepan Bilak                                   |                                                                                      |                                                             |                                                                  |                                                             |
| 50                                   | Bezpartyjny Blok Współpracy z Rządem - Jan Brzozowski-Haluch - Szczepan Szydelski - Stanisław Ostrowski                                                                            | Koło Żydowskie - Emil Sommerstein                                                                   |                                                                                    |                                                                                      |                                                             |                                                                  |                                                             |
| 51                                   | Bezpartyjny Blok Współpracy z Rządem - Zdzisław Stroński - Petro Fedeszyn - Jędrzej Zuchowski - Zdzisław Avenarius                                                                 | Klub Ukraiński - Dmytro Łewycki - Ilko Łysyj - Milena Rudnycka                                      |                                                                                    |                                                                                      |                                                             |                                                                  |                                                             |
| 52                                   | Bezpartyjny Blok Współpracy z Rządem - Bronisław Wojciechowski - Jan Marian Malinowski - Kazimierz Sokol                                                                           | Klub Ukraiński - Ostap Łucki - Dmytro Wełykanowycz                                                  | Koło Żydowskie - Fiszel Rottenstreich                                              |                                                                                      |                                                             |                                                                  |                                                             |
| Województwo stanisławowskie          | | |                                                                                    |                                                                                      |                                                             |                                                                  |                                                             |
| Nr                                   | Posłowie wybrani z list poszczególnych komitetów wyborczych | Posłowie wybrani z list poszczególnych komitetów wyborczych                                         | Posłowie wybrani z list poszczególnych komitetów wyborczych                        | Posłowie wybrani z list poszczególnych komitetów wyborczych                          | Posłowie wybrani z list poszczególnych komitetów wyborczych | Posłowie wybrani z list poszczególnych komitetów wyborczych      | Posłowie wybrani z list poszczególnych komitetów wyborczych |
| 53                                   | Bezpartyjny Blok Współpracy z Rządem - Ludwik Rubel - Władysław Jakub Dzieduszycki - Wacław Chowaniec - Walerian Niedźwiecki - Mieczysław Henisz                                   | Klub Ukraiński - Jura Czukur - Bohdan Biłynski - Mychajło Wachniuk                                  | Koło Żydowskie - Henryk Rosmarin                                                   |                                                                                      |                                                             |                                                                  |                                                             |
| Województwo tarnopolskie             | | |                                                                                    |                                                                                      |                                                             |                                                                  |                                                             |
| Nr                                   | Posłowie wybrani z list poszczególnych komitetów wyborczych | Posłowie wybrani z list poszczególnych komitetów wyborczych                                         | Posłowie wybrani z list poszczególnych komitetów wyborczych                        | Posłowie wybrani z list poszczególnych komitetów wyborczych                          | Posłowie wybrani z list poszczególnych komitetów wyborczych | Posłowie wybrani z list poszczególnych komitetów wyborczych      | Posłowie wybrani z list poszczególnych komitetów wyborczych |
| 54                                   | Bezpartyjny Blok Współpracy z Rządem - Marcin Kobiernik - Jan Choiński-Dzieduszycki - Władysław Kosydarski - Maria Bałabanówna - Jan Klich - Władysław Przytocki - Antoni Janowski | Klub Ukraiński - Stepan Baran - Dmytro Ładyka - Ołeksa Jaworski                                     |                                                                                    |                                                                                      |                                                             |                                                                  |                                                             |
| 55                                   | Bezpartyjny Blok Współpracy z Rządem - Władysław Wojtowicz - Franciszek Górka - Józef Jaworski - Adolf Limberger - Kazimierz Moszyński - Jan Dąbrowski                             | Klub Ukraiński - Andrij Hrywnak - Lubomyr Makaruszka - Stepan Kuzyk                                 |                                                                                    |                                                                                      |                                                             |                                                                  |                                                             |
| Województwo wołyńskie                | | |                                                                                    |                                                                                      |                                                             |                                                                  |                                                             |
| Nr                                   | Posłowie wybrani z list poszczególnych komitetów wyborczych | Posłowie wybrani z list poszczególnych komitetów wyborczych                                         | Posłowie wybrani z list poszczególnych komitetów wyborczych                        | Posłowie wybrani z list poszczególnych komitetów wyborczych                          | Posłowie wybrani z list poszczególnych komitetów wyborczych | Posłowie wybrani z list poszczególnych komitetów wyborczych      | Posłowie wybrani z list poszczególnych komitetów wyborczych |
| 56                                   | Bezpartyjny Blok Współpracy z Rządem - Edward Gąsior - Petro Pewnyj - Kazimierz Michalski - Michał Teleżyński - Stefan Mroczkowski                                                 | |                                                                                    |                                                                                      |                                                             |                                                                  |                                                             |
| 57                                   | Bezpartyjny Blok Współpracy z Rządem - Janusz Franciszek Radziwiłł - Mykyta Bura - Adam Stefaniak - Konstanty Reus - Stepan Skrypnyk                                               | Klub Ukraiński - Zinowij Pełenski                                                                   |                                                                                    |                                                                                      |                                                             |                                                                  |                                                             |
| 58                                   | Bezpartyjny Blok Współpracy z Rządem - Ignacy Puławski - Eugeniusz Bogusławski - Vladimír Meduna - Wasyl Serafymowycz - Tadeusz Wierzbicki                                         | |                                                                                    |                                                                                      |                                                             |                                                                  |                                                             |
| Województwo poleskie                 | | |                                                                                    |                                                                                      |                                                             |                                                                  |                                                             |
| Nr                                   | Posłowie wybrani z list poszczególnych komitetów wyborczych | Posłowie wybrani z list poszczególnych komitetów wyborczych                                         | Posłowie wybrani z list poszczególnych komitetów wyborczych                        | Posłowie wybrani z list poszczególnych komitetów wyborczych                          | Posłowie wybrani z list poszczególnych komitetów wyborczych | Posłowie wybrani z list poszczególnych komitetów wyborczych      | Posłowie wybrani z list poszczególnych komitetów wyborczych |
| 59                                   | Bezpartyjny Blok Współpracy z Rządem - Antoni Wysłouch - Michał Wawrzynowski - Antoni Hanebach - Edward Dunin-Markiewicz - Władysław Parniewski                                    | |                                                                                    |                                                                                      |                                                             |                                                                  |                                                             |
| 60                                   | Bezpartyjny Blok Współpracy z Rządem - Wacław Korejwo - Zygmunt Jakowicki - Antoni Szpiganowicz - Wacław Stępiński - Józef Maria Poniatowski                                       | |                                                                                    |                                                                                      |                                                             |                                                                  |                                                             |
| Województwo nowogródzkie             | | |                                                                                    |                                                                                      |                                                             |                                                                  |                                                             |
| Nr                                   | Posłowie wybrani z list poszczególnych komitetów wyborczych | Posłowie wybrani z list poszczególnych komitetów wyborczych                                         | Posłowie wybrani z list poszczególnych komitetów wyborczych                        | Posłowie wybrani z list poszczególnych komitetów wyborczych                          | Posłowie wybrani z list poszczególnych komitetów wyborczych | Posłowie wybrani z list poszczególnych komitetów wyborczych      | Posłowie wybrani z list poszczególnych komitetów wyborczych |
| 61                                   | Bezpartyjny Blok Współpracy z Rządem - Paweł Kuruś - Emeryk August Hutten-Czapski - Julian Małynicz - Genadiusz Szymanowski - Jerzy Stefan Gorzkowski - Stanisław Poźniak          | |                                                                                    |                                                                                      |                                                             |                                                                  |                                                             |
| Województwo nowogródzkie i wileńskie | | |                                                                                    |                                                                                      |                                                             |                                                                  |                                                             |
| Nr                                   | Posłowie wybrani z list poszczególnych komitetów wyborczych | Posłowie wybrani z list poszczególnych komitetów wyborczych                                         | Posłowie wybrani z list poszczególnych komitetów wyborczych                        | Posłowie wybrani z list poszczególnych komitetów wyborczych                          | Posłowie wybrani z list poszczególnych komitetów wyborczych | Posłowie wybrani z list poszczególnych komitetów wyborczych      | Posłowie wybrani z list poszczególnych komitetów wyborczych |
| 62                                   | Bezpartyjny Blok Współpracy z Rządem - Mieczysław Górski - Bronisław Żongołłowicz - Władysław Kamiński - Stanisław Dobosz - Bazyli Kuc - Romuald Tołpyho - Stanisław Siciński      | |                                                                                    |                                                                                      |                                                             |                                                                  |                                                             |
| Województwo wileńskie                | | |                                                                                    |                                                                                      |                                                             |                                                                  |                                                             |
| Nr                                   | Posłowie wybrani z list poszczególnych komitetów wyborczych | Posłowie wybrani z list poszczególnych komitetów wyborczych                                         | Posłowie wybrani z list poszczególnych komitetów wyborczych                        | Posłowie wybrani z list poszczególnych komitetów wyborczych                          | Posłowie wybrani z list poszczególnych komitetów wyborczych | Posłowie wybrani z list poszczególnych komitetów wyborczych      | Posłowie wybrani z list poszczególnych komitetów wyborczych |
| 63                                   | Bezpartyjny Blok Współpracy z Rządem - Aleksander Prystor - Stefan Brokowski - Bronisław Wędziagolski - Jan Tyszkiewicz                                                            | Stronnictwo Narodowe - Wacław Komarnicki                                                            |                                                                                    |                                                                                      |                                                             |                                                                  |                                                             |
| 64                                   | Bezpartyjny Blok Współpracy z Rządem - Stanisław Stankiewicz - Stanisław Mackiewicz - Aleksander Adamowicz - Fryderyk Krasicki - Borys Pimonow - Józef Polkowski                   | |                                                                                    |                                                                                      |                                                             |                                                                  |                                                             |

| Lista państwowa                                             | | | |                                                                                        |                                                                                        |                                                                        |                                                                       |
| Posłowie wybrani z list poszczególnych komitetów wyborczych | | | |                                                                                        |                                                                                        |                                                                        |                                                                       |
|                                                             | Bezpartyjny Blok Współpracy z Rządem - Zofia Berbecka - Alfred Birkenmayer - Władysław Byrka - Marian Cieplak - Wacław Karwacki - Marian Dąbrowski - Mikołaj Dolanowski - Aleksander Domaszewicz - Bolesław Gawlik - Jan Hołyński - Wilam Horzyca - Maria Jaworska - Janusz Jędrzejewicz - Józef Srzednicki - Adam Koc - Tomasz Kozłowski - Alfons Kühn - Konstanty Laskowski - Franciszek Lipiński - Władysław Malski - Stefan Mękarski - Bogusław Miedziński - Lejb Mincberg - Paweł Minkowski - Zofia Moraczewska - Gustaw Chmielewski - Ignacy Radlicki - Bohdan Podoski - Władysław Psarski - Antoni Puzyński - Marian Rudziński - Krzysztof Siedlecki - Felicjan Sławoj-Składkowski - Antoni Snopczyński - Józef Stangreciak - Władysław Starzak - Zygmunt Pastuszyński - Mieczysław Szawleski - Kazimierz Świtalski - Zygmunt Tebinka - Edwin Norbert Wagner - Cecylian Ptasiński - Wacław Wiślicki - Wojciech Wojciechowski | Stronnictwo Narodowe - Franciszek Arciszewski - Gabriela Balicka-Iwanowska - Stanisław Jasiukowicz - Mikołaj Osada - Stanisław Rymar - Zdzisław Stahl - Stanisław Stroński - Karol Wierczak - Teodor Witkowski - Stanisław Zieliński - Aleksander Zwierzyński | Stronnictwo Ludowe - Jan Krysa - Władysław Kiernik - Maksymilian Malinowski - Michał Róg - Jan Smoła - Małgorzata Szpringerowa - Maciej Rataj - Stanisław Wrona-Merski | Polska Partia Socjalistyczna - Tomasz Arciszewski - Ignacy Daszyński - Adam Kuryłowicz | Polskie Stronnictwo Chrześcijańskiej Demokracji - Antoni Ponikowski - Władysław Tempka | Narodowa Partia Robotnicza - Jan Stanisław Jankowski - Leon Leśniewski | Klub Ukraiński - Serhij Chrucki - Fabijan Jaremicz - Mychajło Matczak |